# Ablánc patak völgye
Ablánc patak völgye este o arie protejată (arie specială de conservare — SAC, sit de importanță comunitară — SCI) din Ungaria întinsă pe o suprafață de 1.465,45 ha, integral pe uscat.

## Localizare
Centrul sitului Ablánc patak völgye este situat la coordonatele 47°22′30″N 16°37′54″E / 47.375°N 16.6317°E.

## Înființare
Situl Ablánc patak völgye a fost declarat sit de importanță comunitară în mai 2004 pentru a proteja 12 specii de animale. Situl a fost protejat și ca arie specială de conservare în februarie 2010.

## Biodiversitate
Situată în ecoregiunea panonică, aria protejată conține 7 habitate naturale: Fânețe montane, Păduri panonice cu Quercus petraea și Carpinus betulus, Păduri de fag Asperulo-Fagetum, Pajiști aluvionare inundabile, de Cnidion dubii, Păduri aluvionare cu Alnus glutinosa și Fraxinus excelsior (Alno-Padion, Alnion incanae, Salicion albae), Fânețe de joasă altitudine (Alopecurus pratensis, Sanguisorba officinalis), Păduri pe pante, grohotișuri și ravene de Tilio-Acerion.
La baza desemnării sitului se află mai multe specii protejate:
- amfibieni (2): buhai de baltă cu burta roșie (Bombina bombina), triton cu creastă dobrogean (Triturus dobrogicus)
- mamifere (2): liliac cârn (Barbastella barbastellus), liliac cu urechi mari (Myotis bechsteinii)
- nevertebrate (7): croitorul mare al stejarului (Cerambyx cerdo), Cucujus cinnaberinus, rădașcă (Lucanus cervus), fluturele purpuriu (Lycaena dispar), Maculinea teleius, Ophiogomphus cecilia, Unio crassus
- pești (1): țipar (Misgurnus fossilis)

Pe lângă speciile protejate, pe teritoriul sitului au mai fost identificate 9 specii de plante, 1 specie de mamifere, 1 specie de nevertebrate.